# Ensign O'Toole
Ensign O'Toole  è una serie televisiva statunitense in 32 episodi trasmessi per la prima volta nel corso di una sola stagione dal 1962 al 1963.
La seriè è basata sui due libri All the Ships at Sea e Ensign O'Toole and Me di William Lederer che lavorò come consulente per la serie.

## Trama
L'ufficiale della Marina O'Toole è un veterano della guerra di Corea a bordo del cacciatorpediniere USS Appleby che vaga per l'Oceano Pacifico. Durante il suo servizio, la Appleby arriva in molti parti del mondo: Hong Kong, Corea del Sud, nel Pacifico del Sud, e a San Diego, in California. L'episodio di apertura dal titolo Operation Kowana introduce il cast; i marinai vengono congedati per qualche giorno a terra dopo essere approdati nel porto giapponese di Kowana con un severo avvertimento sul il loro comportamento.

## Personaggi
- Ensign O'Toole (32 episodi, 1962-1963), interpretato da	Dean Jones.
- tenente comandante Virgil Stoner (32 episodi, 1962-1963), interpretato da	Jack Albertson.
- sottufficiale Homer Nelson (32 episodi, 1962-1963), interpretato da	Jay C. Flippen.
- marinaio Gabby Di Julio (32 episodi, 1962-1963), interpretato da	Harvey Lembeck.
- marinaio Claude White (32 episodi, 1962-1963), interpretato da	Robert Sorrells.
- marinaio Howard Spicer (32 episodi, 1962-1963), interpretato da	Beau Bridges.
- tenente Rex St. John (32 episodi, 1962-1963), interpretato da	Jack Mullaney.
- tenente Melton (5 episodi, 1962-1963), interpretato da	Ken Berry.
- Crump (4 episodi, 1962-1963), interpretato da	Gerald Trump.
- tenente Miller (4 episodi, 1962), interpretato da	Stuart Margolin.
- Swain (3 episodi, 1962-1963), interpretato da	Davis Roberts.
- Kumagae (3 episodi, 1962-1963), interpretato da	Mako.
- Ferguson (2 episodi, 1962), interpretato da	Skip Ward.
- Naismith (2 episodi, 1963), interpretato da	Andrew Colmar.
- Ensign Baxter (2 episodi, 1963), interpretato da	Gary Crosby.
- Al Shrieber (2 episodi, 1962-1963), interpretato da	Eddie Ryder.
- Cobby (2 episodi, 1962), interpretato da	Les Brown Jr..
- ambasciatore Cobb (2 episodi, 1963), interpretato da	Ransom M. Sherman.
- capitano Richard E. Powell (2 episodi, 1962-1963), interpretato da	Dick Powell.
- capitano Henly (2 episodi, 1962), interpretato da	Joe Higgins.

## Produzione
La serie fu prodotta da Four Star Productions, società di produzione dell'attore Dick Powell, e dalla Lederer. Dick Powell compare anche in due episodi nel ruolo del capitano Richard E. Powell.

### Registi
Tra i registi della serie sono accreditati:
- Hy Averback (9 episodi, 1962)
- Richard Kinon (3 episodi, 1963)
- Lawrence Dobkin (2 episodi, 1962)
- Don Taylor (2 episodi, 1963)

## Distribuzione
La serie fu trasmessa negli Stati Uniti dal 1962 al 1963 sulla rete televisiva NBC.

## Episodi
| Stagione       | Episodi | Prima TV USA |
| -------------- | ------- | ------------ |
| Prima stagione | 32      | 1962-1963    |